# Glaucidium hardyi
Glaucidium hardyi е вид птица от семейство Совови (Strigidae).

## Разпространение
Видът е разпространен в Боливия, Бразилия, Венецуела, Гвиана, Перу и Френска Гвиана.